# Изотропия
Изотропия или изотропност (на старогръцки: ίσος - равен, еднакъв + на гръцки: τρόπος – характер, направление) е равнопоставеността, еднаквостта на физичните свойства във всички направления, с други думи симетрия по отношение на избора на направлението.
За разлика от изотропията, при анизотропията свойствата зависят от направлението. Така например даден кристал може да има различен показател на пречупване в различните направления.
Освен във физиката терминът се използва и в математиката, химията, биологията, философията и други.